# 211343 Dieterhusar
211343 Dieterhusar este un asteroid din centura principală de asteroizi.

## Descriere
211343 Dieterhusar este un asteroid din centura principală de asteroizi. A fost descoperit pe 8 octombrie 2002 la Trebur de Mike Kretlow. Asteroidul prezintă o orbită caracterizată de o semiaxă mare de 2,62 ua, o excentricitate de 0,10 și o înclinație de 1,8° în raport cu ecliptica.